# Cryptoperla ishigakiensis
Cryptoperla ishigakiensis är en bäcksländeart som först beskrevs av Kawai 1968.  Cryptoperla ishigakiensis ingår i släktet Cryptoperla och familjen Peltoperlidae. Inga underarter finns listade i Catalogue of Life.